# HD 20782 b
HD 20782 b는 화로자리 방향으로 지구로부터 약 117광년 떨어진 곳에 있는 외계 모항성은 HD 20782로 태양과 거의 비슷한, 분광형 G3의 주계열성이다. 궤도는 매우 이심률이 크며 평균 공전궤도 반지름은 1.36 천문단위이다. 이 행성의 큰 이심률은 HD 80606 b와 비교할 만 하다. 2006년 3월 14일 존스 연구진이 발견했다.

## 같이 보기
- HD 80606 b

## 참고 문헌
- (영어) Jones 연구진 (2006). “High-eccentricity planets from the Anglo-Australian Planet Search” (요약). 《Monthly Notices of the Royal Astronomical Society》 369: 249–256. doi:10.1111/j.1365-2966.2006.10298.x.[깨진 링크(과거 내용 찾기)] 웹 인쇄본